# Mr. Racoon
Roberto Polo es Roberto Antonio Murguia Polo un cantautor mexicano de Pop & Folk Experimental conocido bajo muchos alias tales como Mr Racoon, Rolo o el grupo regio montano 60 Tigres que estuvo en KEXP en el 2016. Inició su trabajo desde el 2003 en la Ciudad de Monterrey, Nuevo León

## Historia
Roberto Polo en los primeros discos buscó jugar con la música, haciendo del registro un taller libre de creatividad musical, fue así como sus grabaciones caseras se fueron convirtiendo en producciones independientes que pronto comenzaron a desarrollar un sonido cercano a YoLa Tengo, Lemonheads Mercromina o  Niña.
Los 60 tigres eran una banda regiomontana en la que tocaba Mr Racoon y cantaba desde el inicio. 60 tigres es una banda muerta.
en este período surgieron otros proyectos como: En Ventura, Fuck Her Or The Terrorist Win Archivado el 14 de septiembre de 2013 en Wayback Machine., Club Comfort Archivado el 8 de diciembre de 2012 en Wayback Machine. y Archivado el 6 de noviembre de 2012 en Wayback Machine. [60 Tigres banda en la que también participa Roberto Antonio Murguia Polo como vocalista y compositor con la cual ha compartido escenarios con bandas como: The Whitest Boy Alive Junior Boys, Amigos Invisibles (enlace roto disponible en Internet Archive; véase el historial, la primera versión y la última)., Babasónicos, Kinky (enlace roto disponible en Internet Archive; véase el historial, la primera versión y la última). entre otros festivales como el SXSW en Austin Tx, Pixies Corona Capital, KEXP Seattle, Zócalo Festival de las Juventudes.
Con el paso de 10 discos, las canciones de Roberto Polo fueron tomando forma, la banda se fue expandiendo, y poco a poco las antiguas canciones tuvieron ejecución en vivo,  de esta manera Mr. Racoon se replantea como banda desde el verano del 2010 junto a Angel lujano, Gian Carlo San, Piojo (Victor), Mau (Balahumana), con la finalidad de mostrar algo más cercano a las producciones del 2003 al 2022, pero creando un nuevo sonido, con letras más agudas que con un mensaje directo. Mr. Racoon o Rolo Mx más allá de participar en el proyecto de 60tigres como vocalista y compositor se ha consolidado como una banda, y un solista mexicano de Folk Rock, Dream Pop Rock Alternativo con letras directas que tratan sobre temáticas sociales las traiciones como enfermedad social, los convencionalismos, los rituales de aceptación entre los jóvenes y la confusión por la apatía a la existencia, entre otros temas. Recientemente, Mr. Racoon participó junto a Los Románticos de Zacatecas  en Once TV en el programa Especiales Musicales publicado el (30/09/2012). Actualmente se encuentra tocando, sin agencia, sin agenda y con todo el material registrado en INDAUTOR.